# 長嶋万記
長嶋 万記（ながしま まき、1981年5月28日 - ）は、静岡県御前崎市出身の競艇選手。
登録番号4190。身長165cm。血液型AB型。91期。静岡支部所属。
師匠は服部幸男（登録番号3422）、同期に川上剛、松下一也、三浦永理（師匠も長嶋と一緒）らがいる。

## 来歴
- 常葉学園菊川高等学校（現・常葉大学附属菊川高等学校）卒業。バスケットボール部の先輩であった大瀧明日香（大瀧は中途退学のため非卒業）の後を追い競艇選手の道を志す。
- やまと競艇学校（リーグ勝率5.97　準優出4、優出1）を経て、2002年11月12日、常滑・一般戦でデビュー（5着）。
- 2003年2月23日、びわこ・一般戦で初勝利（56走目）。
- 2005年12月17日、尼崎・女子リーグでデビュー初優出。
- 2007年3月1日、徳山での女子王座決定戦でG1初出場。3月3日、G1初勝利。エース機を引いたが予選落ちに終わった。
- 2006年11月26日、蒲郡オール女子戦・優勝戦で、優勝した鵜飼菜穂子を最後まで追い詰めての2着がある。
- 2009年12月17日、尼崎・女子リーグにおいてデビュー7年目でインから逃げ切り念願の初優勝を飾る（イン逃げ）。
- 2010年1月、入籍。7月に一年間の斡旋拒否の申請を出して産休に入った。
- 2011年8月2日、蒲郡・女子リーグから復帰し、一年のブランクがあったものの、準優勝戦（3着）まで勝ちあがる活躍を見せた。
- 2011年10月7日、下関・女子リーグ第7戦で通算2度目の優勝。（イン逃げ）
- 2012年1月19日、戸田・女子リーグ第1戦で通算3回目の優勝（まくり差し）。
- 2012年2月6日、浜名湖・男女W優勝戦で通算4回目の優勝（イン逃げ）。
- 2012年10月22日、自身がデビューした常滑のオール女子戦で通算5度目の優勝（イン逃げ）。
- 2012年11月6日、住之江・女子リーグ第6戦で通算6度目の優勝（イン逃げ）。
- 2023年2月26日　蒲郡・レディースオールスターで初優勝（イン逃げ）

## 人物・エピソード
- 2010年、結婚。2011年、長女を出産。
- 先輩選手の横西奏恵に対して「マヨニシ」とあだ名をつけたり[1]、デビュー直後にヘルニアに苦しんで引退を考えていた後輩の板橋侑我に自身が通う整体院を勧めて治療に当たらせる[2]など、他の競艇選手に対して一定の影響力を持つ選手である。
- 岩崎芳美・深尾巴恵と並び、女子選手の中ではエンターテイナーとして知られる[3]。